# Казёнщина
Казёнщина — поселок в Холмогорском районе Архангельской области.

## География
Находится в центральной части Архангельской области на расстоянии приблизительно 41 км на юг по прямой от административного центра района села Холмогоры на правобережье реки Северная Двина.

## История
Посёлок возник в начале 1930-х годов. В 1947 году был открыт первый участок узкоколейной железной дороги, названной «Пионерской». На пике развития протяжённость узкоколейной железной дороги составляла не менее 70 километров. С 1960 года лесопункт относился к Орлецкому леспромхозу, позднее к Емецкому леспромхозу. В 1983 году поселок сильно пострадал от весеннего паводка, было решено восстанавливать на новом месте — подальше от реки. В 2001 году вывозка леса по узкоколейной железной дороге была прекращена по решению нового владельца лесопункта — ОАО «Ваймугалес». В последующие годы протяжённость узкоколейной железной дороги только сокращалась. До 2022 года входил в Ракульское сельское поселение до его упразднения.

## Население
Численность населения: 239 человек (русские 93 %) в 2002 году, 92 в 2010.